# Заслуженный врач Республики Беларусь
«Заслуженный врач Республики Беларусь» (бел. Заслужаны ўрач Рэспублікі Беларусь) — почётное звание в Республике Беларусь. Присваивается по распоряжению Президента Республики Беларусь профессиональным врачам за заслуги в медицинской деятельности.

## Порядок присваивания

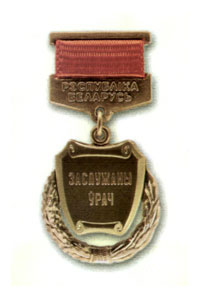
Изображение награды до 2020 года

Присваиванием почётных званий Республики Беларусь занимается Президент Республики Беларусь, решение о присвоении оформляется его указами. Государственные награды (в том числе почётные звания) вручает лично Президент либо его представители. Присваивание почётных званий Республики Беларусь производится на торжественной церемонии, государственная награда вручается лично награждённому, а в случае присваивания почётного звания выдаётся и свидетельство. Лицам, удостоенным почётных званий Республики Беларусь, вручают нагрудный знак.

## Требования
Почетное звание «Заслуженный врач Республики Беларусь» присваивается высокопрофессиональным врачам, работающим по специальности не менее 15 лет, за заслуги в охране здоровья населения, организации и оказании лечебно-профилактической помощи с использованием в работе современных достижений медицинской науки и техники.